# Pelem (Campur Darat)
Pelem is een bestuurslaag in het regentschap Tulungagung van de provincie Oost-Java, Indonesië. Pelem telt 7298 inwoners (volkstelling 2010).